# غرايم سنكلير
غرايم سنكلير (بالإنجليزية: Graeme Sinclair)‏ (1 يوليو 1957 في المملكة المتحدة - ) هو لاعب كرة قدم بريطاني في مركز الظهير. شارك مع منتخب اسكتلندا تحت 21 سنة لكرة القدم. أما مع النوادي، فقد لعب مع مانشستر سيتي ونادي دمبرتون ونادي سانت ميرين ونادي سلتيك ورابطة كرة القدم الاسكتلندية الحادية عشر ‏.
فاز سنكلير بميدالية كأس الدوري الاسكتلندي في ديسمبر 1982 عندما لعب مع فريق سلتيك الذي فاز 2-1 في المباراة النهائية ضد رينجرز. في نوفمبر 1984 وقع مدربه السابق في فريق سيلتيك بيلي ماكنيل على سبيل الإعارة لمانشستر سيتي. ظهر لأول مرة في هزيمة كأس رابطة الأندية 4-1 أمام تشيلسي ، لكنه ظهر مرة واحدة فقط في الدوري ضد بورتسموث ، حيث تم استبداله في الشوط الأول.

## وصلات خارجية
- غرايم سنكلير على موقع قاعدة بيانات كرة القدم.إي يو (الإنجليزية)